# Route nationale 764
La route nationale 764 ou RN 764 était une route nationale française reliant Tivoli à Loches. À la suite de la réforme de 1972, elle a été déclassée en RD 764.

## Ancien tracé de Tivoli à Loches (D 764)
- Tivoli, commune de Chailles
- Les Montils
- Monthou-sur-Bièvre
- Sambin
- Pontlevoy
- Montrichard
- Le Liège
- Genillé
- Loches